# هيلير دو شاردوني
هيلير دو شاردوني (بالفرنسية: Hilaire de Chardonnet)‏ (1 مايو 1839 في بيزانسون - 12 مارس 1924 في باريس) كان كيميائي، وصناعي فرنسي. أصبح مشهورا من خلال اختراعه الحرير الصناعي.
كان هيلير في الأصل مهندساً مدنياُ، وتلميذا لدى الكيميائي الفرنسي لويس باستور عندما كان الأخير يقوم بأبحاثه على الحرير ودود القز. قام هيلير عام 1891 بعرض الحرير الصناعي لأول مرة في معرض باريس عام 1889، وأنتج صناعيا وأصبح يعرف بحرير شاردوني، إلا أن هذا النوع من الألياف لم يحقق نجاحا كبيرا في عالم النسيج لسرعة احتراقه، واستعيض عنه بطرق أخرى لصناعة الحرير الصناعي من السليولوز.